# Kovačica
Kovačica (v srbské cyrilici Ковачица, maďarsky Antalfalva) je město v jihobanátském okruhu v srbské Vojvodině. Nachází se na silničním a železničním tahu Pančevo-Zrenjanin. V roce 2011 mělo město 6259 obyvatel.

## Historie
Město bylo založeno v roce 1802 v souvislosti s rychlou urbanizací Banátu. Založili jej slovenští kolonisté, kteří se rozhodli obsadit zem, uvolněnou po odchodu Turků za linii řek Sáva a Dunaj. I v současné době je Kovačica jedním z center slovenské menšiny v Srbsku.

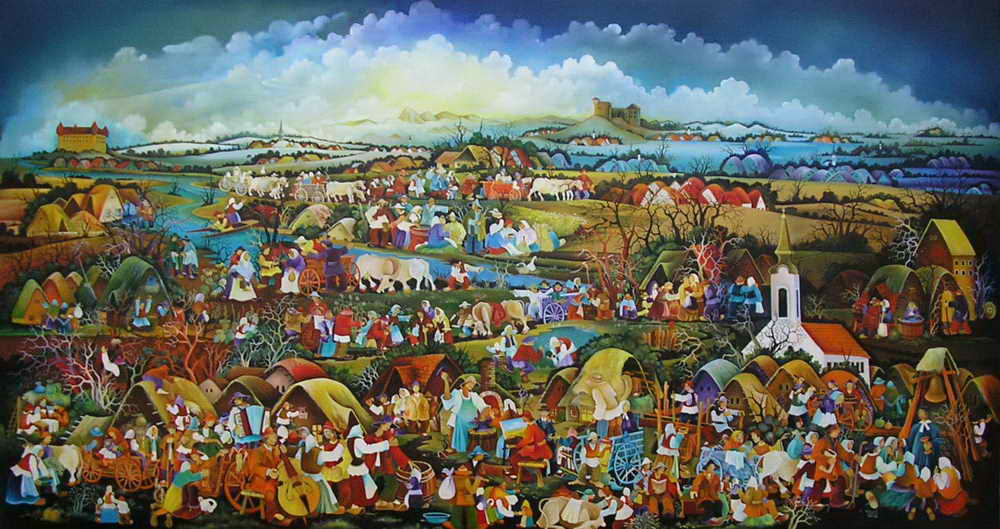
Ján Glózik: Obraz k 200. výročí založení Kovačice

### Naivní malířství
Historie Kovačice je nedílně spjata s místní skupinou malířů - samouků, kteří se proslavili po celém světě. První aktivity jednolivých zájemců o výtvarnou činnost byly zaznamenány ve 30. a 40. letech 20. století.
V roce 1950 tito tvůrci založili při kovačickém kulturním a osvětovém spolku Pokrok výtvarný koužek, do něhož se postupně zapojili další představitelé kovačického naivního (insitního) umění jako byli např. Zuzana Chalupová, Martin Jonáš nebo Ján Kňazovic. Členové kroužku poprvé představili svou tvorbu na výstavě v roce 1952 u příležitosti 150. výročí založení Kovačice a o tři roky později byla v Kovačici otevřena Galerie naivního umění. Kovačická skupina naivních malířů později získala světovou proslulost.
V roce 2017 byla Kovačica místem odchodu slovenské menšiny za prací na Slovensko.

## Osobnosti
- Ján Imro (1897–1980), československý legionář, důstojník československé armády
- Zuzana Chalupová (1925–2001), naivní malířka
- Martin Jonáš (1924–1996), naivní malíř
- Ján Glózik (* 1957), naivní malíř
- Ján Bulík (1897–1942), jugoslávský právník slovenské národnosti, předseda Matice slovenské v Jugoslávii, odbojář

## Partnerská města
- Banská Bystrica, Slovensko

## Galerie

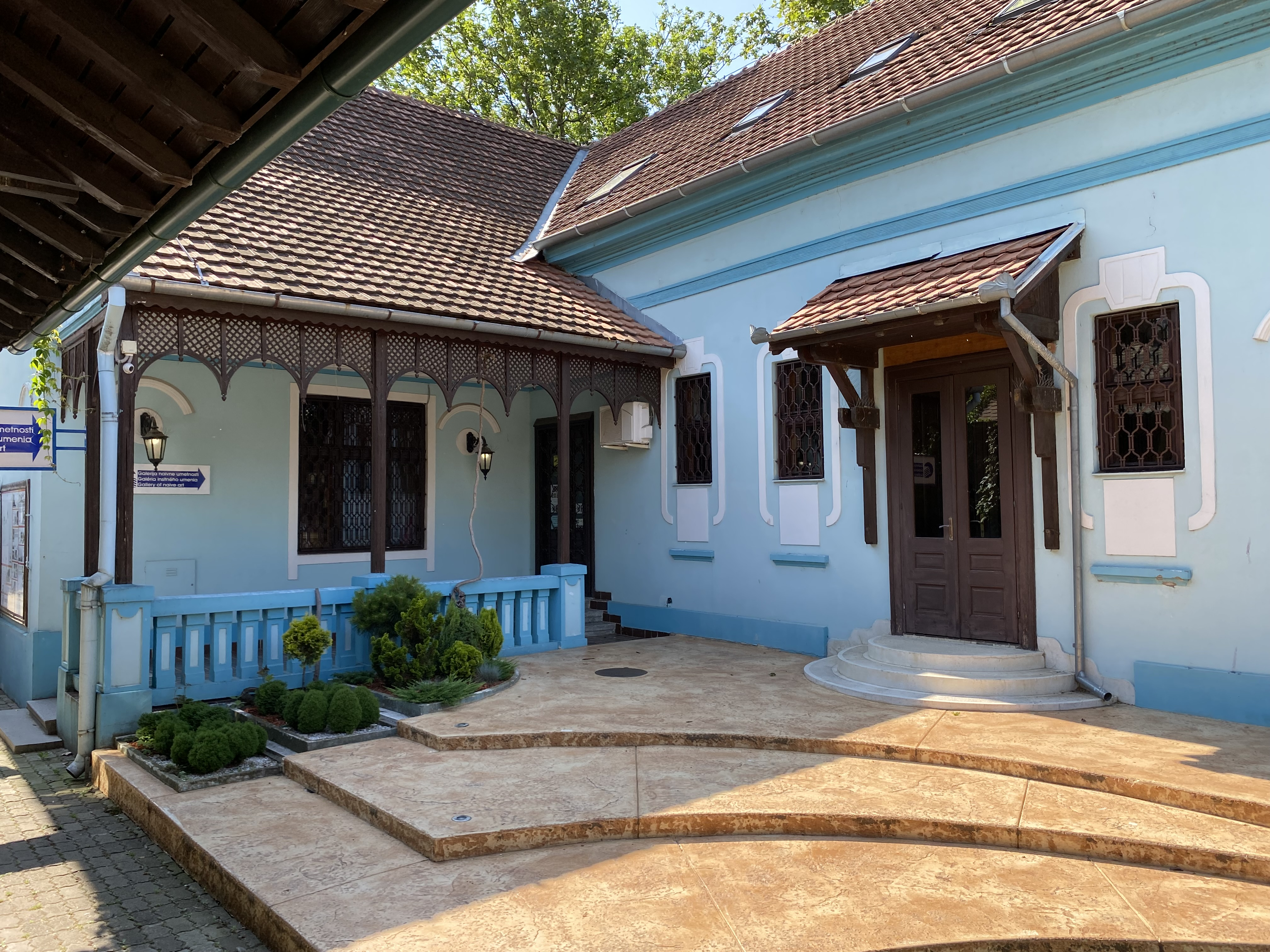
Galerie naivního umění
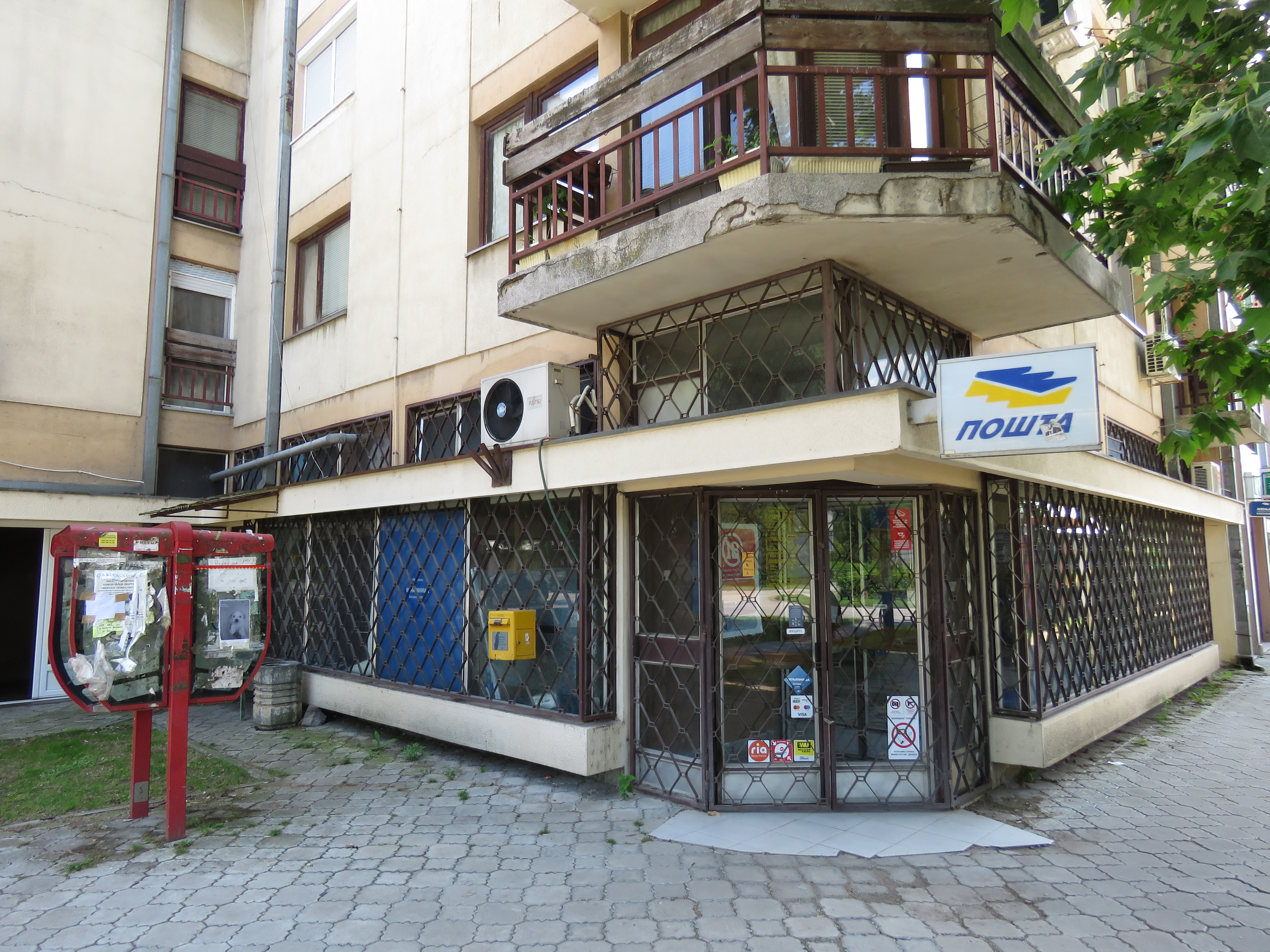
Pošta
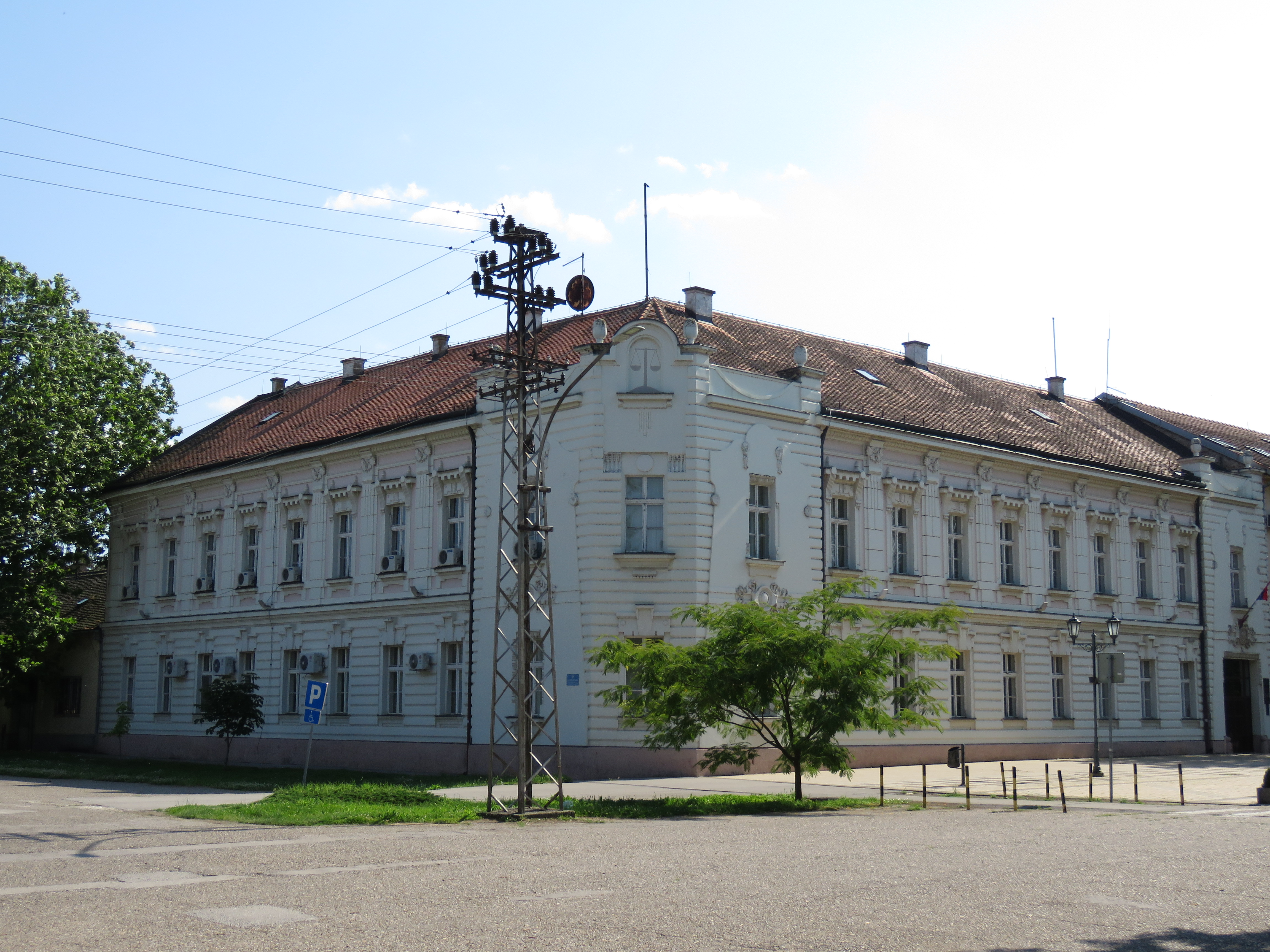
Budova soudu
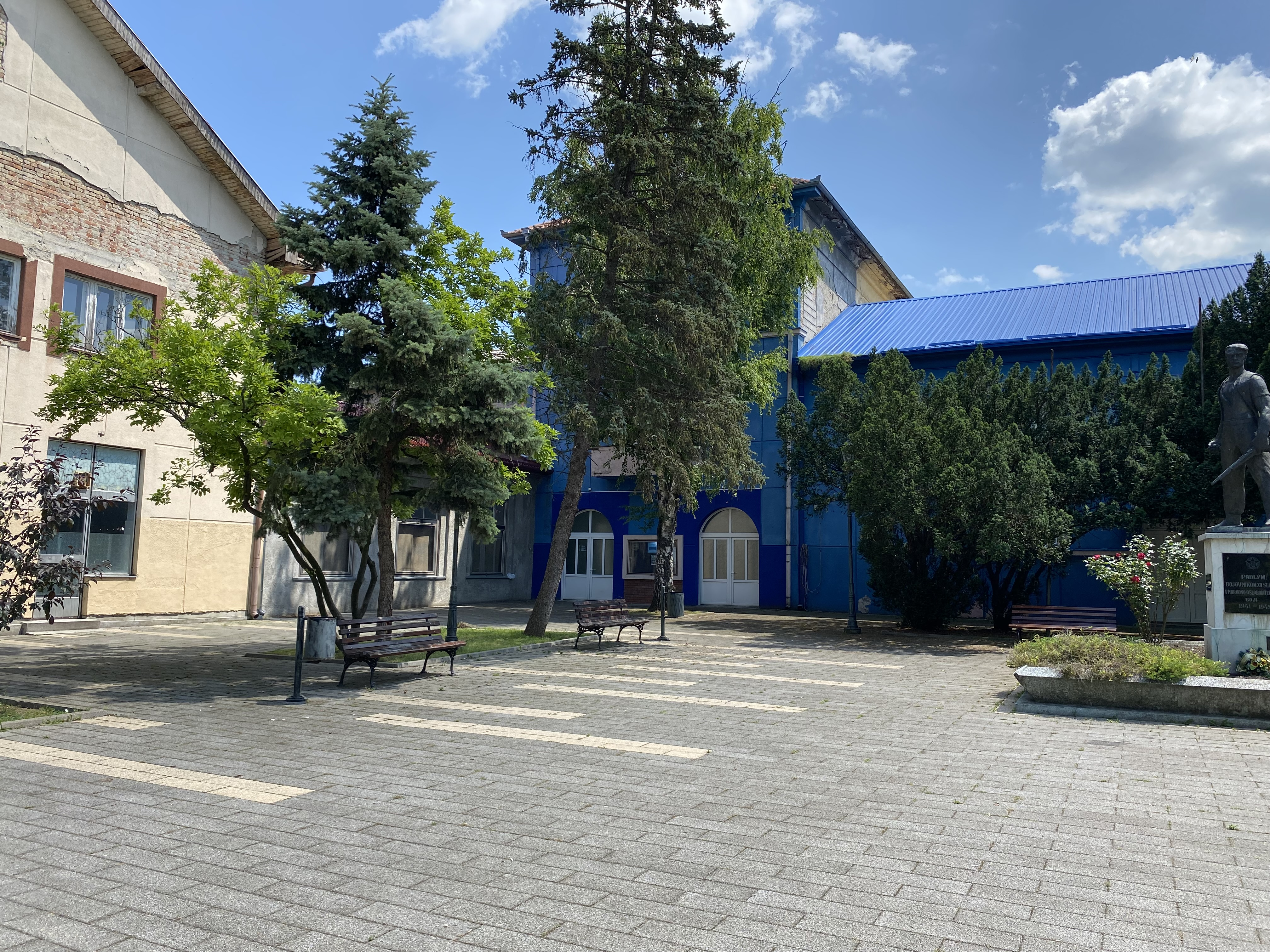
Kulturní dům
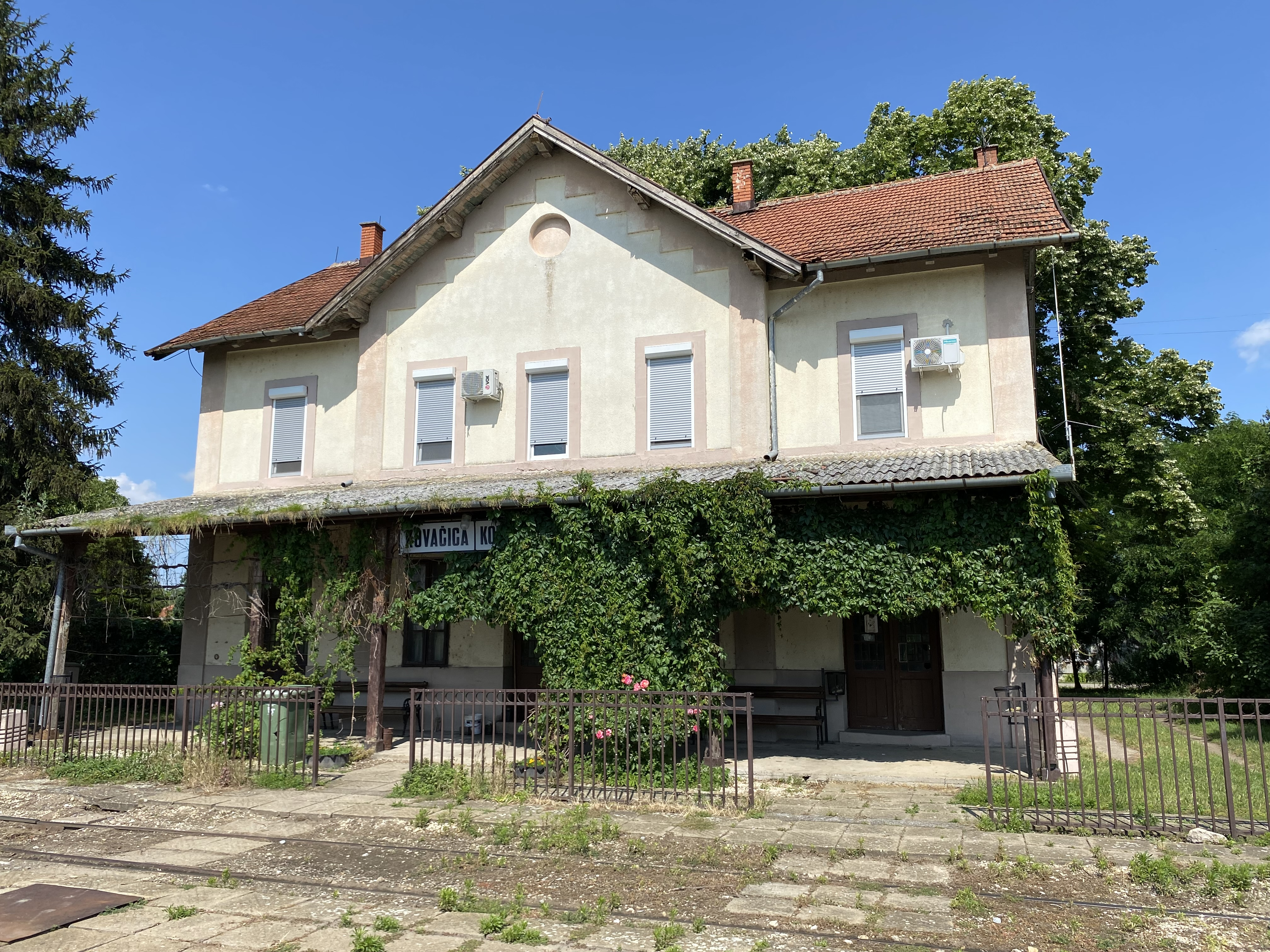
Železniční stanice